# Episodi di Suburra - La serie (seconda stagione)
La seconda stagione della serie televisiva Suburra - La serie, composta da otto episodi, è stata interamente pubblicata sul servizio di streaming on demand Netflix il 22 febbraio 2019.
| n° | Titolo               | Pubblicazione    |
| -- | -------------------- | ---------------- |
| 1  | Trovatela            | 22 febbraio 2019 |
| 2  | Conseguenze          | 22 febbraio 2019 |
| 3  | Più vicino           | 22 febbraio 2019 |
| 4  | A testa in giù       | 22 febbraio 2019 |
| 5  | La culla             | 22 febbraio 2019 |
| 6  | È guerra             | 22 febbraio 2019 |
| 7  | Santi Pietro e Paolo | 22 febbraio 2019 |
| 8  | Dimmi la verità      | 22 febbraio 2019 |

## Trovatela
- Diretto da: Andrea Molaioli
- Scritto da: Barbara Petronio, Ezio Abbate, Fabrizio Bettelli (soggetto); Barbara Petronio (sceneggiatura)

### Trama
14 giugno. Alla vigilia delle elezioni amministrative, Livia fa ritorno a Ostia e si mette in contatto con Romolo, braccio destro di Aureliano, per organizzare un incontro con il fratello. Il Samurai pressa Aureliano per avere la firma di Livia sulla vendita dei terreni, altrimenti estrometterà gli Adami dallo spaccio. Gabriele è stato nominato vicecommissario di Ostia, restando però sotto il controllo del Samurai che ne ha favorito la fulminea ascesa e si aspetta gli consegni Livia. Cinaglia si è candidato sindaco con Uniti per Roma, una lista civica che ha l'obiettivo di superare la soglia di sbarramento ed entrare in consiglio comunale. La campagna elettorale di Cinaglia attira l'interesse di Adriano Latelli, conduttore radiofonico di Radio Roma Sport, emittente che sta sostenendo posizioni politiche di destra, in particolare sull'immigrazione.
Livia cade nelle mani di Spadino che vuole usarla per accrescere il suo potere dentro il clan. Spadino pregusta di vendere Livia al Samurai e ottenere in cambio il pieno controllo del porto di Ostia. Sua madre Adelaide però non gli ha perdonato la sorte toccata a Manfredi, ancora in coma in ospedale, e prende accordi con il Samurai affinché la consegna della Adami spetti ad Alex, cugino del ramo abruzzese della famiglia. In compenso, Spadino riceve da Angelica la notizia della sua gravidanza e ha anche un amante segreto, Teo, che suona in una band e desidera frequentarlo non più solo di nascosto. Sara accoglie nella sua nuova onlus tutti gli oltre cinquecento migranti appena arrivati a Roma, allettata dalla vagonata di soldi che investiranno lei e il cardinale Pascagni.
15 giugno. Aureliano uccide il "giostraio" del clan affiliato dei Govone, responsabile di avergli fatto un torto, davanti alla figlia Nadia. Pascagni è arrestato dalla gendarmeria vaticana e Sara teme ripercussioni per il centro di accoglienza, di cui il cardinale è proprietario. Cinaglia resta di stucco quando gli exit poll lo danno al terzo posto con il 9,4%, rendendolo l'ago della bilancia nella contesa tra il candidato di centrosinistra Danilo Scorsetto e quello di centrodestra Sandro De Campi che si sfideranno al ballottaggio. Appurato che sono stati gli Anacleti a rapire Livia, Gabriele convince Spadino a impedire che Livia finisca tra le grinfie del Samurai, recapitandola invece direttamente ad Aureliano. In cambio Spadino chiede al vecchio amico di riformare il loro vecchio trio e riprendere la missione di conquistare la città.
- Guest: Manuela Moreno (se stessa).

## Conseguenze
- Diretto da: Andrea Molaioli
- Scritto da: Barbara Petronio, Ezio Abbate, Fabrizio Bettelli

### Trama
16 giugno. Da adolescenti Livia e Aureliano erano molto uniti contro il padre violento, mentre oggi Aureliano deve sopire la tentazione di uccidere la sorella per l'omicidio di Isabel. Spadino e Gabriele aspettano di capire se Aureliano ha davvero intenzione di rilanciare il loro sodalizio. Spadino assaggia la vendetta di Adelaide per aver consegnato Livia ad Aureliano, venendo recluso in una stanza di villa Anacleti. La contessa invita Cinaglia a uno dei suoi salotti per aiutarlo a capire come investire il suo "tesoretto" in vista del ballottaggio. Tutti immaginano che finirà per appoggiare il centrosinistra, anche se il suo successo è dovuto all'importante tema della sicurezza che la sua vecchia parte politica si ostina a trascurare. Sara non risolve nulla dall'incontro con Nascari, il cardinale che sostituisce Pascagni.
Il Samurai ordina a Gabriele di tenere occupati i poliziotti mentre i suoi uomini attaccano Villa Adami. Gabriele imbastisce in fretta una squadra per andare a Villa Adami, coinvolgendo la recluta Cristiana che da tempo smaniava per operare sul campo. Nadia Govone restituisce ad Aureliano parte della droga rubata, anche se a sottrargliela sarebbero stati i cugini anziché il padre. Nascari ha deciso di sostenere Sara, allestendo un campo profughi sui terreni di Ostia che non sono stati ancora formalmente ceduti dal Vaticano al Samurai. Latelli riceve la visita poco amichevole di Boiardo, braccio destro del Samurai, per ammonirlo che i suoi interventi alla radio contro la mafia di Ostia stanno infastidendo il boss, al quale peraltro deve molto del suo successo.
Un ragazzino della famiglia aiuta Spadino a evadere. Prima di andare a regolare i conti con gli Adami, il Samurai incontra Cinaglia che si sta preparando al meeting dalla contessa. Il boss pretende che al ballottaggio sostenga il centrosinistra, trattandosi di uomini già sotto il suo controllo e sicuri vincitori delle elezioni. Cinaglia resta dell'opinione che il centrosinistra perderà. Il Samurai obbliga Livia a firmare la vendita dei terreni, privando gli Adami di ogni loro proprietà. Quando Aureliano rivendica di avere al proprio fianco Livia, il boss la uccide e sottolinea che adesso è veramente solo. Gabriele interrompe l'operazione di polizia, nonostante Cristiana non avesse completato l'identificazione dei presenti. Spadino siede accanto all'affranto Aureliano.

## Più vicino
- Diretto da: Andrea Molaioli
- Scritto da: Barbara Petronio, Ezio Abbate, Fabrizio Bettelli (soggetto); Fabrizio Bettelli (sceneggiatura)

### Trama
17 giugno. Gettato in mare il cadavere di Livia, Aureliano ha bisogno dell'aiuto di Spadino e Gabriele per compiere la sua vendetta sul Samurai. Cristiana nutre dei sospetti su Gabriele, così incontra Mara che le chiede di tenerlo d'occhio mentre lei continua a indagare sui suoi giri con il Samurai. Adelaide caccia Angelica da Villa Anacleti, affermando che Spadino è un traditore e, quindi, entrambi non fanno più parte della famiglia. Ormai Cinaglia non nasconde le proprie simpatie per il centrodestra, unendosi alle proteste contro la presenza dei migranti a Ostia. Pressato da Badali che ha fretta di mettere le mani sui terreni per cominciare i lavori di costruzione del porto prima del possibile avvento di una giunta ostile, il Samurai ordina a Sara di togliere di mezzo i profughi.
Angelica si rivolge al padre Vincenzo che convince Adelaide a riprenderla in casa, altrimenti i Sale romperanno il sodalizio con gli Anacleti. Gabriele è costretto da Boiardo a modificare i turni di servizio delle pattuglie, affinché gli uomini del Samurai possano agire indisturbati nel campo profughi. Spadino si introduce nel maneggio del Samurai, scoprendo il suo piano contro i profughi e che il boss ha appoggiato Cinaglia alle elezioni. Sara è terrorizzata al pensiero di aver pestato i piedi al Samurai, però Nascari non ha intenzione di abbandonare i migranti al loro destino. Cinaglia incontra Enrico Barsacci del centrodestra per contrattare le condizioni dell'apparentamento al ballottaggio, formulando la richiesta di un assessorato importante.
Aureliano chiede l'aiuto di Nadia per riprendere le armi rubate dai suoi cugini, venendo salvato dalla ragazza quando costoro tentano di colpirlo. Cristiana fotografa Gabriele intento a parlare con Guerri, fidato consigliere del Samurai. Aureliano, Spadino e Gabriele assistono all'arrivo di Samurai  al campo profughi con i suoi uomini. Il boss ordina di appiccare il fuoco, in modo da provare la fuga dei migranti, senza bruciare le tende e causare vittime tra le persone, il che altrimenti gli si ritorcerebbe contro. Aureliano tenta di sparare al Samurai e parte una ridda di colpi, uno dei quali colpisce un profugo. Nel marasma generale Sara, allarmata per il ferimento del migrante, perde conoscenza e Gabriele le presta soccorso. Cinaglia è condotto al cospetto di Badali che esordisce disapprovando le sue ultime uscite.

## A testa in giù
- Diretto da: Piero Messina
- Scritto da: Barbara Petronio, Ezio Abbate, Fabrizio Bettelli (soggetto); Ezio Abbate (sceneggiatura)

### Trama
18 giugno. I Badali si rendono conto che Cinaglia potrebbe avere ragione sulla vittoria della destra alle elezioni e decidono di dargli fiducia, minacciando di colpire lui e la sua famiglia se le cose non andranno in questo modo. Altrimenti, in caso di reale vittoria della destra, a pagarne le conseguenze sarebbe il Samurai, cui i Badali intimano di sgombrare i profughi dai terreni di Ostia prima del voto. Nadia prova a scavare nel passato di Aureliano, abbandonandolo quando si rende conto dell’inutilità del suo tentativo. Negatosi all'ennesimo invito di Teo ad andare a vedere un suo concerto, Spadino si rende conto della difficoltà di conciliare una relazione sentimentale con la sua vita da bandito. Angelica si offre di accompagnare Alex in Abruzzo a recuperare un carico di droga.
Aureliano, Spadino e Gabriele si rivolgono a Sara, nel frattempo dimessa dall'ospedale dopo il malore della notte precedente, per arrivare a Cinaglia. Il Samurai si rivolge al potente cardinale Cosimo Giunti per far chiudere il campo profughi, precedendo Spadino e Gabriele. Cinaglia improvvisa un comizio davanti alla tendopoli, incassando il sostegno dei manifestanti e dell'arruffapopolo Latelli, benché fatichi a nascondere il disagio di rinnegare la sua vecchia linea politica. Durante la loro missione Alex punzecchia Angelica su quanto il matrimonio con Spadino la svaluti, mentre lui la renderebbe una vera protagonista. Angelica conferma comunque parecchia scaltrezza, non esitando a ferire Alex al braccio per superare un blocco della polizia. Il Samurai rivela a Latelli che Cinaglia è sul suo libro paga.
Spadino e Angelica consegnano ad Adelaide la droga prelevata in Abruzzo, annunciandole la gravidanza della ragazza e compiendo così il grande rientro in famiglia. Sara assiste con rammarico all'evacuazione dei profughi, scoprendo che anche la contessa sta tramando alle sue spalle. Cinaglia incontra Aureliano, Spadino, Gabriele e Sara che gli espongono il loro piano. La priorità è far tornare i profughi nella tendopoli, poiché senza di loro viene meno la principale fonte di guadagno elettorale. I ragazzi provocheranno incidenti ad Ostia che lo stesso Cinaglia avrà cura di risolvere, guadagnando consensi e conducendo la destra alla vittoria delle elezioni. In questo modo, con il Samurai fuori dai giochi, saranno loro a comandare a Ostia. Spronato da Sara a fidarsi di questi giovani imberbi, Cinaglia accetta la loro proposta.

## La culla
- Diretto da: Piero Messina
- Scritto da: Barbara Petronio, Ezio Abbate, Fabrizio Bettelli (soggetto); Fabrizio Bettelli (sceneggiatura)

### Trama
19 giugno. Aureliano e Spadino dirottano un autobus di migranti diretto al campo di Ostia, costringendo l'autista a dire di essere stato aggredito dai profughi. Con i terreni finalmente sgomberati, il Samurai può avviare i lavori per la costruzione del porto e corteggia Gabriella, parlamentare di sinistra nonché ex moglie di Cinaglia, avendo bisogno di un nuovo riferimento in quell'area politica. Aureliano apprezza il coraggio di Nadia che è stata picchiata dai suoi cugini, ma non ha detto nulla per proteggerlo. Cristiana bacia Gabriele nel tentativo di creare un rapporto privilegiato che le consenta di accedere a quante più informazioni possibili. Latelli attacca Cinaglia per i suoi intrallazzi con il Samurai, preannunciandogli che lo diffamerà nella diretta radio di quella sera.
Mara convoca Aureliano in questura come persona informata sui fatti, chiedendogli conto dei suoi rapporti con Gabriele e il Samurai. Adelaide offre il suo appoggio ai cugini di Nadia come mossa ostile nei confronti di Aureliano. Spadino sceglie il giorno della prima ecografia di Angelica per annunciare la gravidanza a tutta la famiglia. Messo al corrente da Cristiana dell'indagine di Mara a suo carico, Gabriele la accusa di avercela con lui per la relazione con suo padre e Cristiana accetta di verbalizzare la richiesta avanzata dalla stessa Mara di spiarlo. Dopo aver avuto un confronto con il Samurai, il cardinale Giunti decide di sostenere Sara e le chiede di incontrarla per esporle i suoi piani. Forte degli ultimi sondaggi favorevoli alla destra, Cinaglia passa all'incasso con Barsacci.
Aureliano regola i conti con i cugini di Nadia, dandogli fuoco e mostrando i cadaveri alle famiglie di Ostia per convincerle a riprendere lo spaccio agli ordini degli Adami. Prima della diretta radio Cinaglia informa Latelli di essere l'organizzatore della finta aggressione da parte dei migranti al conducente dell'autobus, inducendo lo speaker a non scagliarsi contro di lui ora che i consensi della destra sono in crescita, e dandogli i nomi dei suoi nuovi collaboratori. Il Samurai fa cadere Giusti dalle scale come ritorsione del suo tradimento. Sara, arrivata per il loro appuntamento, assiste costernata al prelevamento del cadavere del cardinale con destinazione obitorio. Aureliano aiuta Spadino nella scelta della culla per il figlio che, secondo le sue aspettative, sarà maschio.

## È guerra
- Diretto da: Piero Messina
- Scritto da: Barbara Petronio, Ezio Abbate, Fabrizio Bettelli (soggetto); Ezio Abbate (sceneggiatura)

### Trama
20 giugno 2008. Aureliano ha sempre avuto un rapporto speciale con Romolo, suo protettore sin da quando era ragazzo. Adelaide è disposta a muovere guerra per prendersi Ostia, nonostante la contrarietà di Spadino e di Sale. Informato da Spadino delle intenzioni belliciste degli Anacleti, Aureliano promette a Cinaglia di far scoppiare qualche tafferuglio per impaurire ancora di più la gente. Mara tenta di strappare al Samurai qualche informazione su Gabriele. Cinaglia annuncia l'apparentamento con la destra e Latelli svela al Samurai gli intrighi orditi dal candidato sindaco per raccattare voti. Il Samurai ne parla con Gabriella, offrendo alla sinistra l'aiuto del Vaticano nel giorno in cui Nascari assume l'incarico appartenuto a Giusti. Sara si fa promettere da Cinaglia l'istituzione di una commissione dedicata all'immigrazione.
Pronto ad aprire le ostilità, Aureliano vorrebbe avere al proprio fianco anche Romolo; però, stavolta, il vecchio compare non intende schierarsi dalla sua parte. Il Samurai racconta a Mara una mezza verità, cioè che Gabriele ha ucciso Tullio Adami e che Franco ha fatto la stessa fine per causa sua. Il Samurai avverte Gabriella dell'imminente scoppio della guerra e del rischio che possa assestare il colpo di grazia alla sinistra, ma l'ex moglie di Cinaglia non si fida del boss perché non gli ha ancora portato l'appoggio di Nascari. Spadino osserva Mara tenere sotto tiro Gabriele e si avvicina per colpire la poliziotta alle spalle, bloccandosi un attimo quando la sente dire che lui ha ucciso Tullio. Spadino adempie al suo compito e Gabriele, fuori di sé per essersi sentito definire da lei un figlio indegno, la annega in mare.
Aureliano prova a mettere in fuga Romolo prima dell'arrivo degli Anacleti. Per salvare il figlio Flavio, Romolo viene colpito mortalmente e Aureliano riesce a scappare con Nadia e lo stesso Flavio prima dell'arrivo della polizia. Flavio incolpa Aureliano della sorte toccata a suo padre. Cinaglia non è contento perché l'intervento della polizia potrebbe parzialmente rassicurare i romani anziché ingenerare l'auspicato senso di panico. Come se non bastasse, Latelli cancella la diretta radio in cui Cinaglia avrebbe dovuto tirare la volata alla destra. L'intervento della polizia è stato orchestrato da Gabriella, che ora batte cassa con il Samurai, il quale non è ancora in grado di offrirle Nascari e le propone, invece, Cinaglia. Spadino non rivolge la parola a Gabriele, profondamente deluso per il tradimento inflitto ad Aureliano.

## Santi Pietro e Paolo
- Diretto da: Andrea Molaioli
- Scritto da: Barbara Petronio, Ezio Abbate, Fabrizio Bettelli (soggetto); Barbara Petronio e Camilla Buizza (sceneggiatura)

### Trama
21 giugno. Da bambino, Spadino promise al padre, in punto di morte, che sarebbe stato pronto a guidare la famiglia quando sarebbe venuto il momento. Dopo il fallito golpe a Ostia, la leadership di Adelaide si è indebolita, dato l'arresto di alcuni Anacleti. Spadino riferisce ad Aureliano quanto ha scoperto su Gabriele, ma il socio non intende vendicarsi perché anche lui ha ucciso suo padre, quindi di fatto sono pari. Cinaglia ha bisogno di un'azione ancora più eclatante per spostare definitivamente i sondaggi dalla parte della destra e pensa di commissionare un omicidio eccellente. Sara suggerisce di uccidere la contessa, la cui fondazione finanzierà la costruzione di un grande centro di accoglienza e che propone a Nascari un patto anti-Samurai. Gabriele è torturato dal Samurai, che vuole sapere cosa stia complottando con Cinaglia.
Vincenzo Sale si schiera dalla parte di Angelica e Spadino, ordinando ad Adelaide di lasciare che siano loro a guidare il suo clan. La reciproca uccisione dei padri porta Aureliano a interrogarsi sul motivo della vicinanza di Nadia, poiché anche lui ha ammazzato il genitore. Visto che Gabriele è disposto a morire pur di non parlare, Cinaglia è convocato d'urgenza dal Samurai e, per precauzione, chiede alla moglie di portare via i bambini. Il Samurai vuole che Latelli partecipi al suo incontro con Cinaglia, ricordandogli cosa ha fatto per lui in passato. Non essendosi presentato Gabriele al lavoro, Cristiana va nel suo appartamento e trova i vestiti sporchi di sabbia. Sara incontra la contessa, intenta a recarsi alla messa di Nascari, avvertendola che sta invecchiando e presto scoccherà la sua ora.
Cinaglia rifiuta la richiesta del Samurai di lasciare la politica e spara contro Latelli, mentre Gabriele si risveglia e colpisce Boiardo. Mentre percorre il viale illuminato dalle candele verso la celebrazione di Nascari, la contessa è strangolata da Aureliano sotto gli occhi di Alice, la moglie di Cinaglia, vincolata al silenzio dall'assassino. Nel primo discorso da leader, Spadino annuncia al clan di aver stretto accordi per riprendere lo spaccio a Ostia, prendendo le distanze dalla strada fallimentare della guerra intrapresa dalla madre. Gabriella sollecita il Samurai ad adempiere ai suoi doveri, considerato che il giorno dopo si vota per il ballottaggio. Sara comunica a Cinaglia che sua moglie Alice è coinvolta nei loro affari. Gabriele si presenta insanguinato da Cristiana perché intende confessare.

## Dimmi la verità
- Diretto da: Andrea Molaioli
- Scritto da: Barbara Petronio, Ezio Abbate, Fabrizio Bettelli (soggetto); Barbara Petronio (sceneggiatura)

### Trama
22 giugno. Nel giorno del ballottaggio per l'elezione del sindaco, Adami e Anacleti suggellano la loro alleanza con la consegna di un importante carico di droga. I media danno la notizia della morte della contessa, attribuendola, però, a un malore che ne ha provocato la caduta fatale. Siccome ciò non aiuta la loro causa, Sara suggerisce che Alice testimoni di aver visto la contessa uccisa da un extracomunitario. Ripensando a quando, da piccolo, puntò una pistola contro suo padre per sapere dove fosse andata la madre appena scomparsa, Gabriele è pronto a rendere una confessione pubblica. Cristiana, però, vuole sfruttarlo per incastrare il Samurai e prendersene i meriti; altrimenti, non esiterà a denunciarlo. Alex tiene prigioniero Teo, con l'intenzione di costringerlo a svelare la sua relazione con Spadino.
La testimonianza di Alice è stata raccolta da un poliziotto fedele al Samurai, il quale farà uscire la notizia soltanto se Cinaglia e Sara scenderanno a patti con lui. Il Samurai obbliga Latelli ad anticipare lo scoop alla radio. Flavio si adopera per far saltare il patto tra i clan, rifiutando di collaborare con chi ha ucciso suo padre, Romolo; così accoltella un Anacleti e ne attribuisce la responsabilità agli Adami. Angelica comunica a Nadia che l'accordo è finito, anche se in merito dovranno decidere Aureliano e Spadino. Dopo essersi sottratto alla custodia di Cristiana, Gabriele incontra Aureliano e Spadino per invocare il loro perdono, facendosi forte del non aver confessato nulla al Samurai. Inaspettatamente, Gabriele estrae la pistola dalla tasca e si spara alla tempia, lasciando sgomenti i vecchi soci.
La destra vince le elezioni. Cinaglia è ovviamente felice, contrariamente ad Alice, che non gli perdona il modo in cui questo successo è arrivato. Aureliano capisce di potersi fidare pienamente di Nadia e fa l'amore con lei. Spadino si vede costretto a sgozzare Teo, impedendo ad Alex di usarlo come arma contro di lui. Il Samurai definisce con Cinaglia e Sara i termini del patto che prevede l'estromissione di Adami e Anacleti. Cinaglia e Sara si baciano. Aureliano e Spadino bruciano il cadavere di Gabriele, venendo raggiunti da Latelli, che dà loro la notizia dell'intesa appena siglata tra il Samurai e Cinaglia. Siccome anche lui brama vendetta, Latelli propone ad Aureliano e Spadino di unire le forze contro il boss. Manfredi si risveglia dal coma, domandando ad Adelaide cosa si è perso.